# 학교

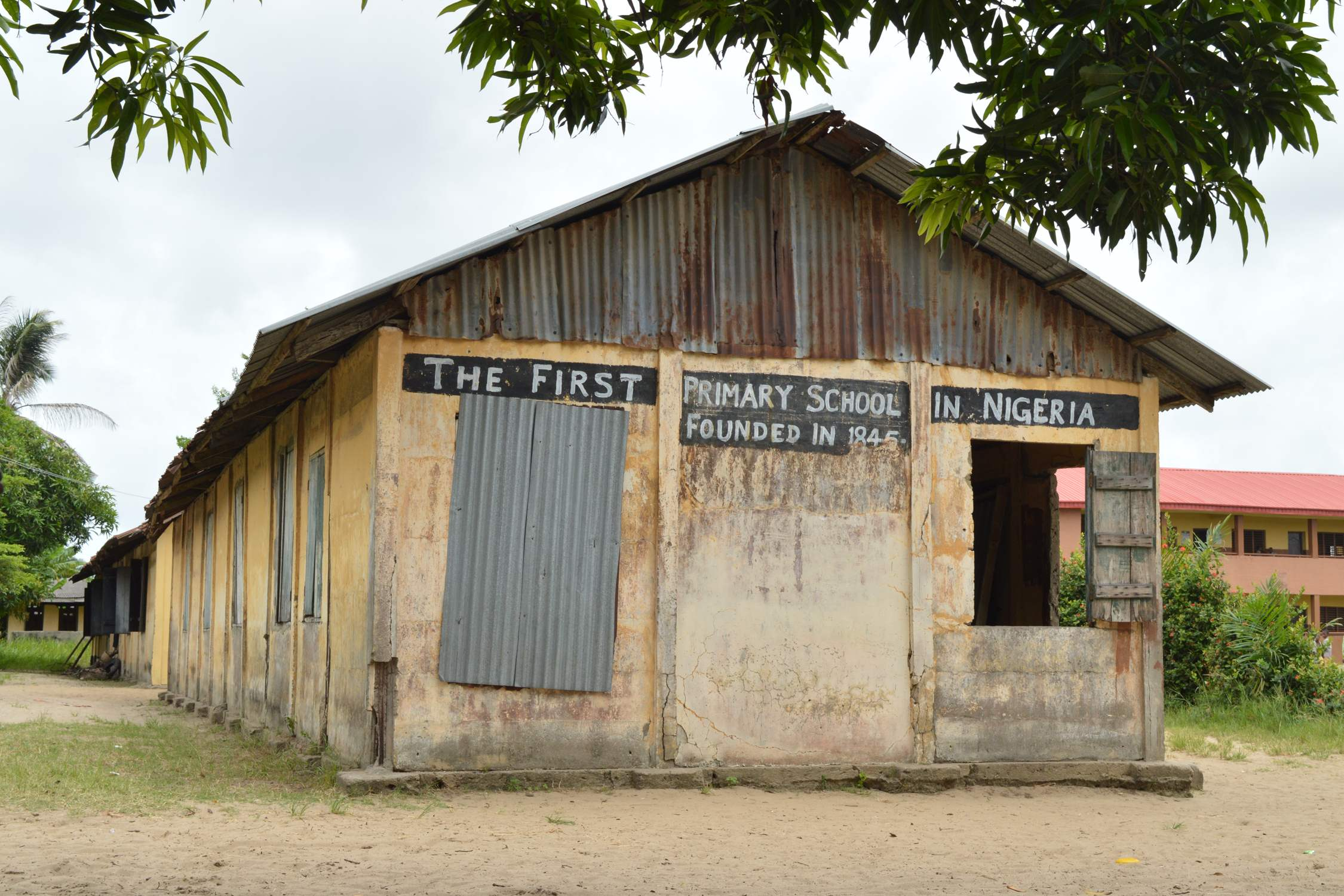
나이지리아 최초의 초등학교는 1845년에 지어졌다.

학교(學校)는 교육을 위한 장소이다. 대체로, 교실과 칠판 등 여러 교육에 필요한 시설을 갖추고, 여러 학생들이 교사들의 지도에 따라 지식을 얻는 형태로 교육이 이루어진다. 최근에는 학생 참여 위주의 수업이 늘고 있다. 거의 대부분의 교육 제도 하에서 학생들은 일련의 학교들을 거치게 된다. 이와는 달리 특정 기능을 가르치는 곳도 학교로 불린다. 국가에 따라서는 학교에서 교복을 입고 오도록 하는 경우도 있다. 일정한 목적하에 전문직 교사가 집단으로서의 학생을 대상으로 교육을 실시하는 기관이다.
사립학교로 불리는 비공립 학교 또한 존재한다. 사립학교는 정부가 충분한 교육이나 특별한 교육을 제공하지 못하는 상황에서 필요할 수 있다. 그 밖의 사립학교로는 기독교 학교, 마드라사 등 종교학교가 있다.

## 역사
수메르는 학교가 기원전 4천년부터 존재했다고 전해진다. 슈루팍 (현재의 이라크)에서 직접적인 증거로 발견되었다. 책상이 진흙 벽돌로 만들어졌으며, 수업과목으로는 산술, 그림 및 수메르어, 시간, 읽기와 쓰기, 결정, 수필, 우화, 지혜의 가르침, 찬송가 및 서사시가 있었다.
고대 이집트에서는 주로 농부와 단순한 장인으로 구성된 사회적 하층 계급의 자녀가 일반적으로 부모의 일을 도와야 했기 때문에 부유한 사람들만 학교에 다녔다. 글을 쓸 수 있는 사람은 신부나 공무원이 될 기회가 있었다. 여학생들도 학교에 다녔지만, 남학생들보다는 적었다. 수업은 보통 사원 학교와 행정 건물에서 했다. 수업이 매우 엄격했기 때문에 체벌도 있었다. 파피루스는 간단한 필기 연습을 하기에는 너무 비쌌기 때문에 오스트라콘에 기록했다. 수업과목으로는 읽기과 쓰기, 수학, 지리, 역사, 천문학, 조각, 회화 및 체육이었다.
고대 그리스에는 국가가 수많은 도시 국가 (폴리스)로 구성되어 있었기 때문에 통일된 정부 형태가 없었다. 따라서 지역마다 생활 방식이 달랐다. 전쟁 지향적인 스파르타가 군사 목표에 대한 소년 교육에 집중하는 동안, 부유한 아테네 가정의 자녀는 일반 교육 학교에 다닐 수 있었다. 그럼에도 불구하고 아테네에는 의무교육도 공립학교 건물도 없었고 아이들은 교사의 집에서 교육을 받았다. 고대 이집트와 달리 고대 그리스의 교사는 지위가 낮았고 급여도 적었다. 학생들은 밀랍판을 필기도구로 사용했다. 고대 그리스에서는 가수가 높은 평가를 받았기 때문에 노래도 가르쳤고, 학생들이 주요 대회에 참가할 수 있도록 체육도 가르쳤다.
로마 공화국에서는 부모가 직접 가르치거나 교사를 고용했다. 로마 제국이 세워지기 전까지는 의무교육도 없었고 공립학교도 거의 없었다. 학생들은 고대 그리스에서와 같이 밀랍판에 글을 썼다.
서유럽에서는 미래의 성직자와 행정가를 가르치기 위해 중세 초기에 상당수의 대성당 학교가 설립되었다. 의무교육은 18세기의 유럽의 일부 지역에서 시행되었다. 특히, 덴마크와 노르웨이에서는 1739년~1741년에 도입되었다.
초기의 미국 공립학교는 한 명의 교사가 같은 교실에서 7학년의 남학생과 여학생을 가르치는 원룸 학교였으며, 1920년대부터 교실이 하나인 학교는 여러 개의 교실 시설로 통합되었고, 이후에는 스쿨버스가 생겼다.

## 각국의 학교

### 유럽

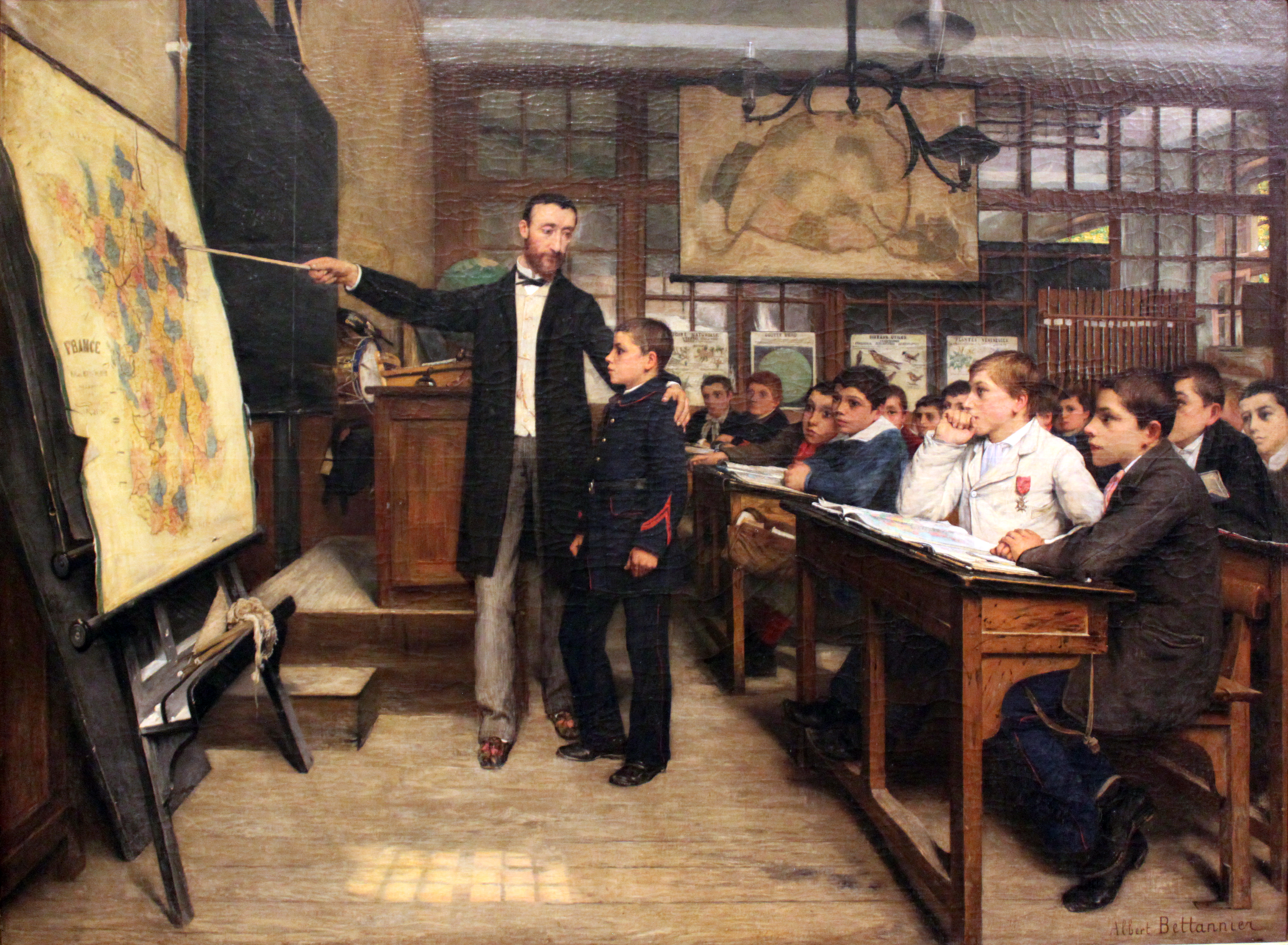
알베르트 베타니에의 1887년 그림 "라 타체누아르"는 한 아이가 프로이센-프랑스 전쟁의 여파로 "잃어버린" 알자스-로렌 지방에 대해 배우는 모습을 묘사하고 있다.

유럽의 거의 대부분의 학교가 교과 교실제와 9월 학기제 (프랑스는 10월 학기제이고, 여름 방학이 대부분 6월부터 9월까지로 대한민국의 2배 이상으로 길다.)를 진행하여 수업하고 있으며, 대부분의 국가에서 한 학년은 1~2개 반밖에 없어 수재들이 월반하거나 열등생들이 유급하기도 한다. 그 나라에서 쓰이는 언어가 많은 나라 (예:스위스 (독일어, 프랑스어, 이탈리아어, 레토-로만어의 4가지 언어가 쓰인다.), 벨기에 (프랑스어, 네덜란드어, 독일어의 3가지 언어가 쓰인다.) 등)의 경우, 학교에서 교과목으로 그 나라에서 쓰이는 다른 언어를 넣어서 수업하는 경우도 있고, 한국인이나 일본인 등의 외국인을 위해 만들어진 영어로만 수업하는 학교들도 존재한다. 모든 유럽 국가의 학교에서는 체벌이 아예 금지되어 있다. 독일, 프랑스, 네덜란드, 스위스 등에서는 교복을 입지 않지만, 영국의 학교만은 교복을 입게 한다. 이 교과 교실제는 멕시코 등 라틴 아메리카의 학교 수업 방식에도 영향을 주었다. 대부분의 국가에서 교사가 1명이지만, 핀란드는 교사가 한 교실에 3명씩 있다.
유럽 국가들의 대부분이 5-3-4제 (초등학교 5년-중학교 3년-고등학교 4년) 또는 5-4-3제 (초등학교 5년-중학교 4년-고등학교 3년)를 택하지만 스웨덴,덴마크,핀란드는 9-3제 (종합학교 9년-고등학교 3년)를 채택하고 있다. 더위가 극심한 남유럽에서는 학교에도시에스타를 적용한다.

### 미국

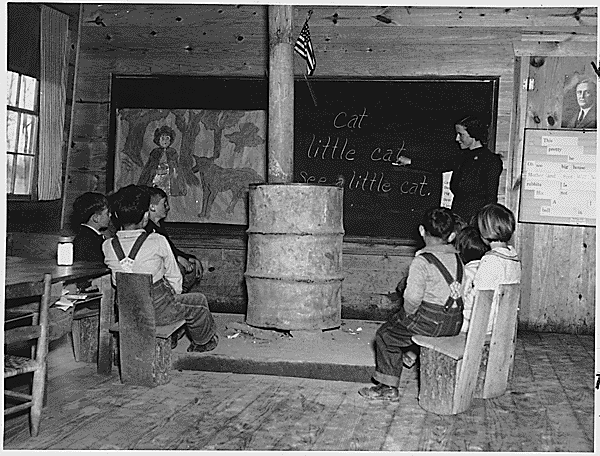
1935년 미국 앨라배마주에 있는 원룸 스쿨

미국도 예전에 지배를 받은 영국의 영향을 받아 9월 학기제와 교과 교실제(각 교과의 특성에 맞는 환경 구성과 교과 관련 학습 자료 및 선진 기자재를 설치한 교육 환경을 갖추고 교사가 교과 교실에 상주하면서 학생들이 매시간 특성화된 교과 교실을 찾아다니며 수업을 듣는 방식의 선진국형 학교 운영 형태)이다. 미국의 많은 학교들이 스쿨 버스(미국의 학생들 대부분이 학교와 멀리 떨어져 살기 때문에 스쿨 버스를 운영한다)를 운영하고, 교복을 입게 하는 학교도 있다. 심지어는 체육복, 수영복이 같은 학교도 있는 데다가 교과서가 달라서 미국의 학교 운영은 해당하는 주가 알아서 한다. (어떤 주는 5-3-4제 (초등학교 5년-중학교 3년-고등학교 4년)를, 어떤 주는 6-3-3제 (초등학교 6년-중학교 3년-고등학교 3년)를, 어떤 주는 6-6제 (초등학교 6년-고등학교 6년)를 채택하고, 일부 주에서는 진화론 교습이 금지된다.) 부유한 집안의 학생들은 사립 학교에 다니며 수업을 듣는다. 실제로 미국은 캐나다처럼 중학교부터 대학처럼 강의 시간표도 학생 개개인이 학교 카운슬러와 협의해서 짜고, 담임 선생님 없이 교과 선생님들만 있다. 과거 미시시피주, 앨라배마주, 테네시주, 텍사스주, 조지아주, 플로리다주, 아칸소주, 사우스캐롤라이나주, 루이지애나주, 노스캐롤라이나주와 같은 남부 주들은 백인 학교에 흑인을 받지 않는 일종의 흑백 차별을 적용하였다.

### 오스트레일리아
오스트레일리아는 3월 학기제 (남반구에 있기 때문에 여름인 12월부터 2월까지 방학을 한다.)를 적용하고 있고, 학생들 대부분이 학교에서 멀리 떨어져 살기 때문에 스쿨 버스를 운영하나, 학교를 한 번 가려면 비행기를 타고 가야 할 정도의 먼 거리를 이동해야 하는 곳에서는 인터넷으로 학교 수업을 받는다.

### 아라비아
아라비아의 학교는 교과 교실제이다. 아라비아 국가에는 남녀 공학 학교가 단 하나도 없는 나라 (사우디아라비아)가 있고 학교 교과목에도 코란이 포함되어 있다. 여학교에서 모든 학생들은 히잡을 쓰고 모든 학교는 금요일은 물론 라마단 기간에도 수업을 하지 않는다.

### 일본
일본은 미국의 영향을 받았으나 아직도 보통 교실제(학생들이 한 교실에 앉아 있고 선생님들이 담당 교실로 찾아가거나 교실에 상주하여 수업을 하며 학생들이 수업을 듣는 방식)이면서 4월 학기제이다.

### 대한민국
대한민국의 경우에는 한국전통문화대학교(문화재청 관할) 등을 제외하면 국공립 학교는 모두 교육부에서 관할한다. 사립 학교의 경우에는 사립초부터 사립중, 사립고, 사립대까지 모든 학교를 아우른다. 2009년에는 대한민국의 일부 중학교는 1학년을 대상으로 교과 교실제를 운영하는 경우도 있으나, 정부 계획에 의해 2010년에는 전국의 모든 중학교에 교과 교실제를 시행하고 있고, 2009년에 교과 교실제를 운영하는 중학교는 중학교 2학년까지 교과 교실제를 적용할 계획이다.
현재 한국교육개발원에서 2011년 3월을 기준하여 교과교실제 운영학교 현황실정을 공개하고 있다.

## 기숙 학교
학교 중에서 숙식을 제공하며 모든 학생을 기숙사에 수용하는 학교를 기숙 학교라고 한다. 미국과 캐나다는 기숙 학교가 50곳이 넘는다. 대한민국은 일부 중, 고등학교에만 기숙사가 있으며 기숙학교는 대개 사립학교에서 운영한다.

## 대한민국 학교의 역사

### 대한민국

#### 일제 강점기 이전
고구려 시대에는 태학과 경당이 학교였다. 태학은 고려 시대에 국자감으로 고쳐지고, 국자감은 고려 중반쯤에 다시 성균관으로 이름을 고쳤다. 신라 시대의 학교는 국학이었다. 이어서 각 지방에 향교가 설립되었다. 조선 시대에는 이들 학교 말고도 서당이 생기고, 수도를 옮기면서 (개경 (오늘날의 개성특별시)에서 한성 (오늘날의 서울특별시)로 천도) 4학이 생겼으며, 조선 중기에는 서원까지 생겨났다. 근대식 학교는 1884년 이후에 설립되었고, 1904년에는 대한민국의 이화학당에서 처음 교복을 입게 되었다. 19세기 중반까지도 여자들은 학교에 다니는 것이 금지되어 있었고, 교과서도 거의 전부 한자로만 쓰여져 있었다. 조선 말 (대한제국)에는 근대식 학교를 통하여 농구, 정구, 야구, 축구가 보급되었다. 근대식 학교의 선생님은 대부분 외국인 (미국인/유럽인) 선교사들이었고, 그 옆에는 통역관이 따랐다. 1896년 5월에는 대한민국 최초로 학교에서 운동회 (그 당시에는 화류회로 불렀다.)가 열렸다. 이 운동회는 초등학교의 운동회와 중학교/고등학교의 체육대회의 첫 출발을 이루었다.

#### 일제 강점기
일제강점기에는 학교 수업 시간에도 일본어만 쓰도록 강요하였다. 이 시기 중에 학생들의 교복이 한복에서 양복으로 바뀌고, 머리도 짧게 깎아야 했다. 여자들은 이때 학교에 많이 입학하게 되었다. 일제 강점기 말에는 학교의 교과목도 조선어를 선택 과목으로 낮춘 후 아예 빼 버린 것과 동시에 일본어 교육을 강화하였고, 민족적 색채가 강한 학교를 폐교시키거나 강제 개명시켜 버렸다. 게다가 황국 신민의 서사까지 외워야 했다. 일제의 막바지에 이르러서는 학교에서 학생들이 고된 군사 훈련 (일명 교련)을 받았다. 일제 강점기 초에는 많은 사립 학교들이 사라지고 공립 학교를 늘여 나갔다. 일제 강점기에만 있었던 학교로는 간이학교, 보습학교, 전문학교 등이었다. 일제 강점기의 초기에는 공립 학교 외에도 서당과 야학이 교육 기관으로서의 역할을 담당하고 있었다. 3·1 운동과 같은 사건 때에는 일본이 한국의 모든 학교에 강제 방학을 실시하였다. 일제 말기에는 한국어 사용 금지 정책과 창씨개명이 시행되면서 모든 학교는 학적부의 성명란에 적힌 학생들의 이름을 모두 일본식으로 바꿔야 했고, 창씨개명을 거부하는 학생들을 모두 퇴학시켰다. 또한 학교에서 한국어를 쓰다가 걸리면 체벌이 가해졌다.
그리고 노동력의 확보를 위하여 실업교육에 치중하였다.

#### 광복 이후
광복 이후에는 미국을 본따 초등학교 6년, 중학교 6년, 대학교 4년을 이수 연한으로 한 단선형으로 바꾼 다음, 중학교 6년은 다시 중학교 3년과 고등학교 3년으로 나누어 미국을 본딴 6.3.3.4의 학제를 마련했다. 한국 전쟁 때에는 서울특별시 등 대도시의 학교들이 북한군의 공습으로 파괴되어 피란지에서 천막을 치고 학교를 만들어 학교 공부를 하게 되었다. 이어 무즙 파동과 창칼 파동 등의 사태를 막기 위해 1969년 중학교 입시를 폐지하고, 국민 교육 헌장을 선포하였다. 1972년에는 체력장이 실시되었다(2009년 기준으로, 체력장이 체력검사로 이름을 바꾸고 초등학교 전 학년 모두 체력검사 실시하고 있다).

#### 1980년대 이후
일제의 잔재 청산과 민주 시대의 막을 열기 위해 1982년에는 중고등학교에서 1주일에 1번 사복을 입을 수 있게 하고, 1983년에는 아예 교복을 입지 않아도 되도록 자율화된, 이른바 교복자율화가 시행되었다. 같은 해 6월 20일에 학교에서의 체벌을 금지하였다. 탈선과 빈부격차 증가 등의 문제점으로 인해 1985년에는 복장 선택 권한을 학교장 재량에 따라 하도록 바꾸었다. 이로 인해 모든 중고등학생들이 다시 교복을 입게 되었으나, 전처럼 디자인에 제한을 두지 않았다. 1993년에는 고등학교에서 대학수학능력시험(첫 해만 2회 실시)을 보게 되고, 1996년에는 국민학교(國民學校)의 이름을 초등학교(初等學校)로 고치게 되었다. 2001년에는 세계화 시대의 흐름에 맞추어 중학교의 교과목에 일본어, 중국어, 독일어, 프랑스어, 스페인어, 러시아어가, 2005년에는 아랍어 (이 때의 아랍어는 표준 아랍어)가 교과목으로 추가되었다. 1996년에는 이전의 국어, 생활국어, 도덕, 사회, 국사, 수학, 과학 (물상/생물), 기술·산업, 가정, 체육, 음악, 미술, 영어, 한문, 컴퓨터로 나눠었던 교과목이 국어, 생활국어, 도덕, 사회, 국사, 수학, 과학 (물상/생물), 기술·가정, 체육, 음악, 미술, 영어, 한문, 컴퓨터, 제2외국어로 바뀌어 교과목에서도 남녀가 평등 (이전에 남자들은 학교에서 기술·산업 교과만 배웠고, 여자들은 가정만 배웠다.)해지고 있다.
2009년에는 대한민국의 몇몇 중학교에서 1학년 신입생들을 대상으로 선진국형 학교 운영 형태인 교과교실제 (매 교시마다 교과교실을 옮겨 다니면서 수업을 듣는 학교 운영 형태)를 운영하고 있다. 이후로는 단계적으로 교과교실제가 확대되면서 보통교실제는 사라지게 될 것이다. 2008년 7월 18일에 이천시의 한 초등학교에서 선생님이 학생들을 빗자루로 체벌한 것이 파문을 일으키면서 대부분의 학교에서 체벌 대신 그린마일리지(상점과 벌점) 제도를 운영하고, 상,벌점의 원활한 활용을 위해 전자카드형 학생증을 발급하는 학교도 있다. 현재 대한민국의 중학교에서는 정기고사 기간이 3~4일이고 고등학교에서는 정기고사 기간이 무려 6일씩이나 된다.
현대에는 출산율 저하로 인해 많은 학교의 학급 수가 줄어들어 가고 있다. 서울특별시 같은 대도시에는 운동장이 없는 학교도 생겨나 체육 수업을 받기 위해서 먼 곳까지 가야 하는 학교도 생겨나고 있다. 중학교의 경우는, 체육관, 식당, 강당의 건설로 공사판이 벌어져 체육대회가 취소되고 학교의 학사일정을 바꾸어 마라톤 대회를 열기도 한다. 1985년에 도서 지역을 시작으로 중학교의 의무교육화가 시행되어 확산돼 가면서 2004년에는 중학교가 완전히 의무교육이 되었다. 오늘날 일부 중학교에서는 수학과 영어 과목 (일각에서는 국어 과목과 사회 과목까지 수준별 반 편성을 하라고 주장하고 있다.)을 학습 성취도와 성적에 따라 3개의 반으로 나누는 수준별 이동수업 제도를 실시하고 있다.
코로나바이러스감염증-19로 인해 2020년 대한민국에선 온라인 개학이 이뤄진 상황이다.

## 같이 보기
- 초등교육 - 중등교육 - 고등교육
- 초등학교 - 중학교 - 고등학교
- 유아원 - 유치원 - 대학교 - 대학원
- PTA
- 특수학교
- 차터 스쿨
- 공교육
- 교내 체벌
- 위키백과:학교 문서 생성자에게 드리는 말씀